# Пуль, Фредерик Катберт
Фре́дерик Ка́тберт Пуль (Пул) (англ. Frederick Cuthbert Poole, F. C. Poole, 1869—1936) — британский генерал, участник гражданской войны в России.

## Биография

Английский генерал Ф. Пуль и генерал Карцов В.А., Новороссийск, 3 декабря 1918.

Родился в семье английского профессора, ректора одного из британских колледжей.
На военной службе в артиллерии с 1889 года. Участвовал в экспедиции на индийской северо-западно границе  (1897—1898). Капитан (1899). Участник Англо-бурской войны. Служил в Сомали (1903—1904), Северной Нигерии (1904). Майор (1909).
В 1914 году вышел в отставку в звании майора, но с началом Первой мировой войны вернулся на военную службу. Подполковник (1915), генерал-майор (1917).
В начале 1917 года находился в Петрограде во время Петроградской конференции союзников. Предполагалось, что Пуль возглавит отдел («британский отдел военного снабжения»), отвечающий за поставки британского вооружения и боеприпасов в Россию, действуя совместно с военным атташе Ноксом и представителем в Ставке Хэнбери-Уильямсом, но не будучи подчинённым им.
В конце февраля или в начале марта 1918 года отбыл из России в Лондон.

### На Севере России
В 1918 году командовал английскими войсками на Севере России. Прибыл в Мурманск 24 мая 1918 года и принял командование над британскими и союзными частями, находившимися там. 31 июля силы под командованием Пуля отплыли из Мурманска в Архангельск и без боя заняли Архангельск, где перед этим произошёл антибольшевистский переворот. 26 октября 1918 году передал командование в Архангельске генералу Айронсайду.

### На Юге России
Был послан на Юг России к генералу Деникину. Его задача ограничивалась получением сведений о необходимых Добровольческой армии военных припасах, при этом ему было указано не давать никаких определённых обещаний помощи русским. Прибыл в Новороссийск 3 декабря 1918 года.
В споре между Добровольческой армией и Донскими казаками Пуль открыто выразил поддержку генералу Деникину и настаивал на подчинении Донской армии Деникину.
13 (26) декабря 1918 года на железнодорожной станции Кущёвка на границе Донской и Кубанской областей состоялась встреча Пуля и генерала А. М. Драгомирова с одной стороны, и донского атамана П. Н. Краснова и генерала Денисова с другой. На встрече обсуждался вопрос о совместных действиях Добровольческой и Донской армий.
Как два индейских петуха, важных и надутых, встретились атаман и генерал Пуль. На вопрос о полном подчинении всего Войска Донского с его населением и армией генералу Деникину атаман ответил категорическим отказом. Армия — да, армия может подчиниться, но как совершенно самостоятельная армия.П.Н. Краснов
После этой встречи продолжалось англо-французское давление на Краснова с целью добиться подчинения Краснова Деникину. 26 декабря 1918 (9 января 1919) при личной встрече на станции Торговая было достигнуто соглашение между Деникиным и Красновым, по которому Донская армия признавала верховное командование Деникина, но только в оперативных военных вопросах.
Через два дня совершил первый официальный визит на Дон, прибыв в Новочеркасск 28 декабря 1918 (11 января 1919). Проведя день в Новочеркасске, он также посетил фронт Донской армии в сопровождении атамана Краснова.
6(19) января 1919 покинул Дон, отправившись назад в Лондон. Перед отъездом он обещал Краснову, что скоро на помощь Донской армии прибудет батальон, а затем бригада британских войск.
Пулю не удалось добиться присылки британских войск, и он сам был оставлен в Лондоне. Во главе британской миссии при штабе Деникина его заменил генерал Бриггс. Официальной причиной его снятия с должности было названо то, что он нарушил данные ему инструкции.
В 1920 году вышел в отставку. Умер в 1936 году.